# Zbigniew Tietz
Zbigniew Tietz (ur. 13 listopada 1964 w Warszawie) – polski piłkarz grający na pozycji obrońcy.
Występował na pozycji obrońcy głównie jako stoper. Wychowanek warszawskiej Agrykoli, później kontynuował swoją karierę w Gwardii Warszawa oraz Polonii Warszawa, z którą występował w pierwszej lidze. Karierę zakończył w wyniku poważnej kontuzji kolana, po której grał jeszcze amatorsko w niższych klasach rozgrywkowych.
W pierwszej lidze rozegrał 20 meczów w sezonie 1993/94.
Obecnie pracuje w Radiu Zet. Jest ojcem Mateusza Tietza, napastnika występującego w Starcie Otwock.